# Которска бискупија
Которска бискупија (лат. Dioecesis Catharensis) је католичка бискупија са седиштем у граду Котору, у данашњој Црној Гори. Обухвата шире подручје Боке которске, са Грбљем, тако да под њену надлежност потпадају сви католици на подручју данашњих општина: Котор, Херцег-Нови, Тиват и Будва. Подељена је на 4 деканата, 26 жупа и 3 капеланије. Бискупско седиште је при Катедрали Светог Трипуна у Котору. Почевши од 2020. године, на њеном челу налази се бискуп Иван Штироња.

## Предисторија
Појава раног хришћанства на источној обали Јадрана везује се за прве векове хришћанске историје. Током позног античког периода, у најзначајнијим приморским градовима развијају се локалне епископије. У то време, најзначајније место на подручју Боке которске био је антички Рисан, док се Котор развија нешто касније, током раног средњовековног (византијског) периода, када се град налазио у саставу теме Далмације. Тадашња (правоверна) Которска епископија налазила се на подручју на коме су се укрштали утицаји источног и западног хришћанства.

## Историја
Недуго након званичног прихватања уметка Filioque од стране Римске цркве (1014), дошло је до Великог раскола (1054) и постепеног ширења и учвршћивања филиоквистичког учења у приморским градовима и областима на источној обали Јадрана, укључујући и Котор. Тако је на подручју првобитне (правоверне) Которске епископије настала филиоквистичка Которска бискупија, која је током 11. и 12. века неколико пута мењала црквено-покрајинску припадност.
Око 1185. године, Котор је ушао у састав српске државе Немањића и од тада почиње да расте и значај Которске бискупије. Током 13. и 14. века, надлежност Которске бискупије постепено се ширила према унутрашњости, допирући у 15. веку све до Дунава, будући да су се под јурисдикцијом которских бискупа нашле све расуте католичке жупе у српским градовима и областима као што су: Стари Рас, Мачва, Призрен, Ново Брдо, Јањево и друга места.
У 16. веку, которски бискуп Трипо Бизанти потписивао се као бискуп целе Србије (што се односило на католике у Србији).

## Питање покрајинске припадности
Иако у Црној Гори постоји домаћа Барска надбискупија, Которска бискупија још увек потпада под надлежност стране Сплитско-макарске надбискупије, чији се центар налази у суседној Хрватској, што је последица одлуке црногорских државних власти (2011) да се Католичкој цркви призна потпуна самосталност по питању устројства локалних надбискупија и бискупија.